# Уилер, Блейк
Блейк Уи́лер (англ. Blake Wheeler; 31 августа 1986, Плимут, Миннесота, США) — американский хоккеист.
6 декабря 2021 года провёл 1000-й матч в регулярных чемпионатах НХЛ.

## Достижения
- Победитель NCAA (WCHA) — 2007

## Статистика
| Легенда | Легенда                    | Легенда | Легенда                   | Легенда | Легенда    |
| ------- | -------------------------- | ------- | ------------------------- | ------- | ---------- |
| И       | Количество проведённых игр | Штр     | Штрафное время            | +/−     | Плюс-минус |
| Г       | Голы                       | П       | Голевые передачи          | О       | Очки       |
| -       | Статистика неизвестна      | —       | Статистика не учитывалась |         |            |